# لودفيغ ألبرتو
لودفيغ ألبرتو (بالهولندية: Ludwig Alberto)‏ هو مدرب كرة قدم هولندي، ولد في 15 مايو 1962 في جزر الأنتيل الهولندية في مملكة هولندا.

## وصلات خارجية
- لودفيغ ألبرتو على موقع قاعدة بيانات كرة القدم.إي يو (الإنجليزية)